# Sara Martínez Puntero
Sara Martínez Puntero (nascida em 26 de fevereiro de 1990) é uma atleta paralímpica espanhola da categoria F12. Sara já faturou três bronzes no  Campeonato Mundial de Para-Atletismo, nas competições de salto em distância (2013, 2015) e revezamento 4 x 100 metros (2015). Já no Campeonato Europeu de Atletismo IPC, conquistou três ouros no salto em distância, em 2014 e 2016.

## Dados
Sara é natural de Madrid e nasceu no dia 26 de fevereiro de 1990. Possui visão parcial e atualmente reside em sua terra natal.

## Paralimpíadas
Sara disputou pela Espanha em três edições dos Jogos Paralímpicos — Atenas 2004, Pequim 2008 e Londres 2012. Em Londres, Sara se classificou à final da corrida de 100 metros após completar a semifinal.